# Australian Open 1997
Die Australian Open 1997 fanden vom 13. bis 27. Januar 1997 in Melbourne statt. Es handelte sich um die 85. Auflage des Grand-Slam-Turniers in Australien.
Titelverteidiger im Einzel waren Boris Becker bei den Herren sowie Monica Seles bei den Damen. Im Herrendoppel waren dies Stefan Edberg und Petr Korda, im Damendoppel Chanda Rubin und Arantxa Sánchez-Vicario und im Mixed Larisa Neiland und Mark Woodforde.

## Herreneinzel

### Setzliste
| Nr. | Spieler            | Erreichte Runde |
| --- | ------------------ | --------------- |
| 01. | Pete Sampras       | Sieg            |
| 02. | Michael Chang      | Halbfinale      |
| 03. | Goran Ivanišević   | Viertelfinale   |
| 04. | Jewgeni Kafelnikow | Rückzug         |
| 05. | Thomas Muster      | Halbfinale      |
| 06. | Boris Becker       | 1. Runde        |
| 07. | Thomas Enqvist     | Achtelfinale    |
| 08. | Wayne Ferreira     | Achtelfinale    |

| Nr. | Spieler             | Erreichte Runde |
| --- | ------------------- | --------------- |
| 09. | Marcelo Ríos        | Viertelfinale   |
| 10. | Albert Costa        | Viertelfinale   |
| 11. | Jim Courier         | Achtelfinale    |
| 12. | Magnus Gustafsson   | 2. Runde        |
| 13. | Jan Siemerink       | 1. Runde        |
| 14. | Félix Mantilla      | Viertelfinale   |
| 15. | Michael Stich       | 2. Runde        |
| 16. | Alberto Berasategui | 3. Runde        |

## Dameneinzel

### Setzliste
| Nr. | Spielerin               | Erreichte Runde |
| --- | ----------------------- | --------------- |
| 01. | Steffi Graf             | Achtelfinale    |
| 02. | Arantxa Sánchez Vicario | 3. Runde        |
| 03. | Conchita Martínez       | Achtelfinale    |
| 04. | Martina Hingis          | Sieg            |
| 05. | Anke Huber              | Achtelfinale    |
| 06. | Iva Majoli              | 1. Runde        |
| 07. | Lindsay Davenport       | Achtelfinale    |
| 08. | Irina Spîrlea           | Viertelfinale   |

| Nr. | Spielerin               | Erreichte Runde |
| --- | ----------------------- | --------------- |
| 09. | Karina Habšudová        | Achtelfinale    |
| 10. | Brenda Schultz-McCarthy | 2. Runde        |
| 11. | Judith Wiesner          | 1. Runde        |
| 12. | Amanda Coetzer          | Halbfinale      |
| 13. | Jelena Lichowzewa       | 1. Runde        |
| 14. | Mary Joe Fernández      | Halbfinale      |
| 15. | Chanda Rubin            | Achtelfinale    |
| 16. | Sabine Appelmans        | Viertelfinale   |

## Herrendoppel

### Setzliste
| Nr. | Paarung                          | Erreichte Runde |
| --- | -------------------------------- | --------------- |
| 01. | Mark Woodforde Todd Woodbridge   | Sieg            |
| 02. | Byron Black Grant Connell        | Achtelfinale    |
| 03. | Jacco Eltingh Paul Haarhuis      | Halbfinale      |
| 04. | Ellis Ferreira Patrick Galbraith | Viertelfinale   |
| 05. | Mark Knowles Daniel Nestor       | Viertelfinale   |
| 06. | Jonas Björkman Nicklas Kulti     | Achtelfinale    |
| 07. | Sébastien Lareau Alex O’Brien    | Finale          |
| 08. | Jim Grabb Richey Reneberg        | Achtelfinale    |

| Nr. | Paarung                      | Erreichte Runde |
| --- | ---------------------------- | --------------- |
| 09. | Libor Pimek Byron Talbot     | 1. Runde        |
| 10. | Martin Damm Andrei Olchowski | Viertelfinale   |
| 11. | Rick Leach Jonathan Stark    | Halbfinale      |
| 12. | Luis Lobo Javier Sánchez     | Achtelfinale    |
| 13. | David Adams Menno Oosting    | 1. Runde        |
| 14. |                              | Rückzug         |
| 15. | Jiří Novák Cyril Suk         | 2. Runde        |
| 16. | Neil Broad Piet Norval       | Viertelfinale   |

## Damendoppel

### Setzliste
| Nr. | Paarung                                | Erreichte Runde |
| --- | -------------------------------------- | --------------- |
| 01. | Gigi Fernández Arantxa Sánchez-Vicario | Halbfinale      |
| 02. | Larisa Neiland Helena Suková           | Halbfinale      |
| 03. | Lindsay Davenport Lisa Raymond         | Finale          |
| 04. | Martina Hingis Natallja Swerawa        | Sieg            |
| 05. | Nicole Arendt Manon Bollegraf          | Viertelfinale   |
| 06. | Katrina Adams Mary Joe Fernández       | 2. Runde        |
| 07. | Lori McNeil Linda Wild                 | Achtelfinale    |
| 08. | Chanda Rubin Brenda Schultz-McCarthy   | Achtelfinale    |

| Nr. | Paarung                                  | Erreichte Runde |
| --- | ---------------------------------------- | --------------- |
| 09. | Yayuk Basuki Caroline Vis                | 2. Runde        |
| 10. | Kristie Boogert Irina Spîrlea            | 1. Runde        |
| 11. | Amy Frazier Kimberly Po                  | 2. Runde        |
| 12. | Conchita Martínez Patricia Tarabini      | Viertelfinale   |
| 13. | Naoko Kijimuta Nana Miyagi               | Viertelfinale   |
| 14. | Sabine Appelmans Miriam Oremans          | 2. Runde        |
| 15. | Alexia Dechaume-Balleret Sandrine Testud | 1. Runde        |
| 16. | Alexandra Fusai Mercedes Paz             | 2. Runde        |

## Mixed

### Setzliste
| Nr. | Paarung                         | Erreichte Runde |
| --- | ------------------------------- | --------------- |
| 01. | Grant Connell Lindsay Davenport | Achtelfinale    |
| 02. | Patrick Galbraith Lisa Raymond  | Viertelfinale   |
| 03. | Rick Leach Manon Bollegraf      | Sieg            |
| 04. | Cyril Suk Helena Suková         | Achtelfinale    |

| Nr. | Paarung                       | Erreichte Runde |
| --- | ----------------------------- | --------------- |
| 05. | Libor Pimek Katrina Adams     | 1. Runde        |
| 06. | Byron Talbot Caroline Vis     | 1. Runde        |
| 07. |                               |                 |
| 08. | Menno Oosting Kristie Boogert | 1. Runde        |

## Junioreneinzel

### Setzliste
| Nr. | Spieler             | Erreichte Runde |
| --- | ------------------- | --------------- |
| 01. | Daniel Elsner       | Sieg            |
| 02. | Arnaud Di Pasquale  | Halbfinale      |
| 03. | Paradorn Srichaphan | 1. Runde        |
| 04. | Ivan Ljubičić       | Halbfinale      |
| 05. | Florian Allgauer    | Viertelfinale   |
| 06. | Miha Gregorc        | Achtelfinale    |
| 07. | Michel Kratochvil   | Achtelfinale    |
| 08. | Dario Sciortino     | 1. Runde        |

| Nr. | Spieler           | Erreichte Runde |
| --- | ----------------- | --------------- |
| 09. | Ivica Ancic       | 1. Runde        |
| 10. | Jean-René Lisnard | Achtelfinale    |
| 11. | Lee Seung-hoon    | 1. Runde        |
| 12. | Thomas Heyerdahl  | Achtelfinale    |
| 13. | James Trotman     | 2. Runde        |
| 14. | Wesley Whitehouse | Finale          |
| 15. | Jan Krejčí        | 1. Runde        |
| 16. | Robin Vik         | Viertelfinale   |

## Juniorinneneinzel

### Setzliste
| Nr. | Spielerin           | Erreichte Runde |
| --- | ------------------- | --------------- |
| 01. | Mirjana Lučić       | Sieg            |
| 02. | Marlene Weingärtner | Finale          |
| 03. | Ludmila Varmužová   | 2. Runde        |
| 04. | Jasmin Wöhr         | Viertelfinale   |
| 05. | Andrea Šebová       | Achtelfinale    |
| 06. | Nikola Hübnerová    | Halbfinale      |
| 07. | Zsófia Gubacsi      | 1. Runde        |
| 08. | Christina Popescu   | Halbfinale      |

| Nr. | Spielerin         | Erreichte Runde |
| --- | ----------------- | --------------- |
| 09. | Katarzyna Strączy | Achtelfinale    |
| 10. | Petra Rampre      | Achtelfinale    |
| 11. | Helga Vieira      | 1. Runde        |
| 12. | Réka Vidáts       | Viertelfinale   |
| 13. | Evie Dominikovic  | Viertelfinale   |
| 14. | Bryanne Stewart   | 2. Runde        |
| 15. | Silvia Uricková   | 2. Runde        |
| 16. | Jennifer Singian  | Achtelfinale    |

## Juniorendoppel

### Setzliste
| Nr. | Paarung                          | Erreichte Runde |
| --- | -------------------------------- | --------------- |
| 01. | Jan Krejčí Robin Vik             | Viertelfinale   |
| 02. | David Sherwood James Trotman     | Sieg            |
| 03. | Peter Handoyo Chai Navawongse    | 1. Runde        |
| 04. | Florian Allgauer Dario Sciortino | 1. Runde        |

| Nr. | Paarung                                  | Erreichte Runde |
| --- | ---------------------------------------- | --------------- |
| 05. | Iain Bates Kobi Ziv                      | 1. Runde        |
| 06. | Daniel Elsner Tomas Zivnicek             | 1. Runde        |
| 07. | Artem Derepasko Kirill Ivanov-Smolenskii | Viertelfinale   |
| 08. | Jed-Denum Gould Paradorn Srichaphan      | Viertelfinale   |

## Juniorinnendoppel

### Setzliste
| Nr. | Paarung                              | Erreichte Runde |
| --- | ------------------------------------ | --------------- |
| 01. | Nikola Hübnerová Marlene Weingärtner | 1. Runde        |
| 02. | Andrea Šebová Silvia Uricková        | Achtelfinale    |
| 03. | Erin Boisclair Jennifer Singian      | 1. Runde        |
| 04. | Petra Rampre Antonella Serra Zanetti | 1. Runde        |

| Nr. | Paarung                            | Erreichte Runde |
| --- | ---------------------------------- | --------------- |
| 05. | Alicia Pillay Lara Van Rooyen      | Achtelfinale    |
| 06. | Mirjana Lučić Jasmin Wöhr          | Sieg            |
| 07. | Tina Hergold Petya Marinova        | Achtelfinale    |
| 08. | Maricris Fernandez Marisue Jacutin | Viertelfinale   |